# Stanisław Kot
Stanisław Kot est un historien et homme politique polonais, né le 22 octobre 1885 dans le village de Ruda (Powiat de Ropczyce-Sędziszów), mort le 25 décembre 1975 à Londres.

## Biographie
Stanisław Kot est né dans la famille de paysans. Il a suivi sa scolarité au gymnase de Rzeszów, puis, fait des études d'histoire et de littérature à l'université de Lwów en 1904-1908. En 1908-1912, il travaillait comme professeur de polonais.
À partir de 1920, Stanisław Kot est professeur d'histoire de la civilisation polonaise à l'université Jagellonne de Cracovie. En 1933, il est révoqué pour avoir protesté contre l'emprisonnement de chefs politiques à Brześć. Il parvient à s'enfuir en France en septembre 1939 et devient membre du Gouvernement polonais en exil.
Les relations diplomatiques entre la Pologne et l'Union soviétique, qui avaient été rompues à cause de la participation de l'Union soviétique à l'invasion de la Pologne, sont rétablies après l'invasion de l'Union soviétique par les Allemands en 1941. Stanisław Kot devient alors ambassadeur de Pologne à Moscou et le reste jusqu'en 1942. Ensuite, il est jusqu'en 1943 ministre d'État (Minster Stanu) au Moyen-Orient, où la Pologne a des forces armées substantielles. À partir de 1943, il est ministre de l'information (ministère de la Presse et de la Propagande) et ses services jouent un rôle important dans la nouvelle rupture des relations avec l'Union soviétique, le 26 avril 1943, après la découverte du massacre de Katyn, où les Soviétiques avaient tué des milliers d'officiers polonais prisonniers de guerre. Après la mort du Premier ministre Władysław Sikorski, survenue le 4 juillet 1943, Stanisław Kot garde ses fonctions de ministre de l'Information dans le cabinet de Stanisław Mikołajczyk.
En 1945, il retourne en Pologne, puis s'exile à Londres en 1947 jusqu'à sa mort en 1975.

## Œuvres
- Historia wychowania, 1934